# Cho Yoon-sun
Cho Yoon-sun (22 de juliol de 1966) és una advocada, escriptora i política sud-coreana. Nasqué el 22 de juliol de 1966, a Seül. Cursà en l'Escola Secundària Sehwa, es graduà al 1984 i es llicencià en la Universitat Nacional de Seül, en relacions internacionals el 1988. Més tard assistí a l'Escola de Lleis de Colúmbia, on rebé un màster en dret al 2001.
Passà l'examen d'advocacia al 1991, i entrà al bufet d'advocats Kim & Chang com a sòcia. Durant l'elecció presidencial de 2002 fou portaveu de Lee Choi-chang del Gran Partit Nacional.
Deixa Kim & Chang el 2006 per treballar per a Citibank Corea com a assessora general i directora gerencial. Es retira de Citibank Corea al 2008, quan és elegida en l'Assemblea Nacional 18.
Al 2013 és nomenada ministra d'Igualtat de Gènere i Família.
El 2014 deixa el ministeri per convertir-se en secretària d'afers polítics del president Park Geun-hye. Renuncia a aquest càrrec al 2015, després de no complir amb les metes del president per a la reforma de les pensions dels empleats públics.
Després ensenya durant un any a la Universitat Sungshin, Facultat de Dret.
L'agost de 2016 el president Park la nomena nova ministra de Cultura, Esports i Turisme. Ella renuncia al seu càrrec el gener de 2017.

## Escriptora
Cho ha escrit sobre la cultura de Corea del Sud. Ha publicat dos llibres, i escriu regularment per a una revista. Entre les seues obres estan Meeting Opera at an Arts Gallery, que fou triada pel Ministeri de Cultura com el Llibre de Cultural de l'Any 2008, i Culture is the Answer (2011).